# Ellen Terry

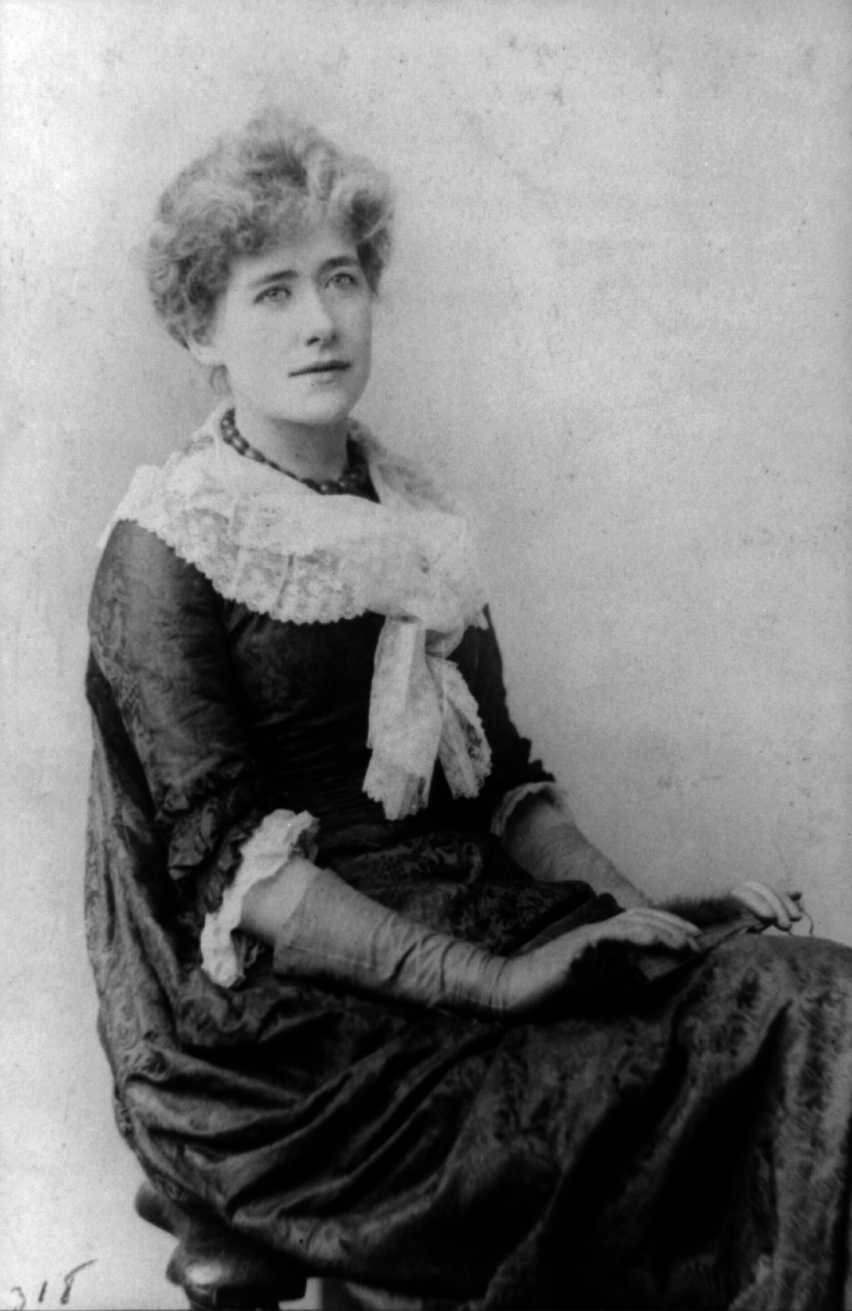
Ellen Terry, Foto: Napoleon Sarony

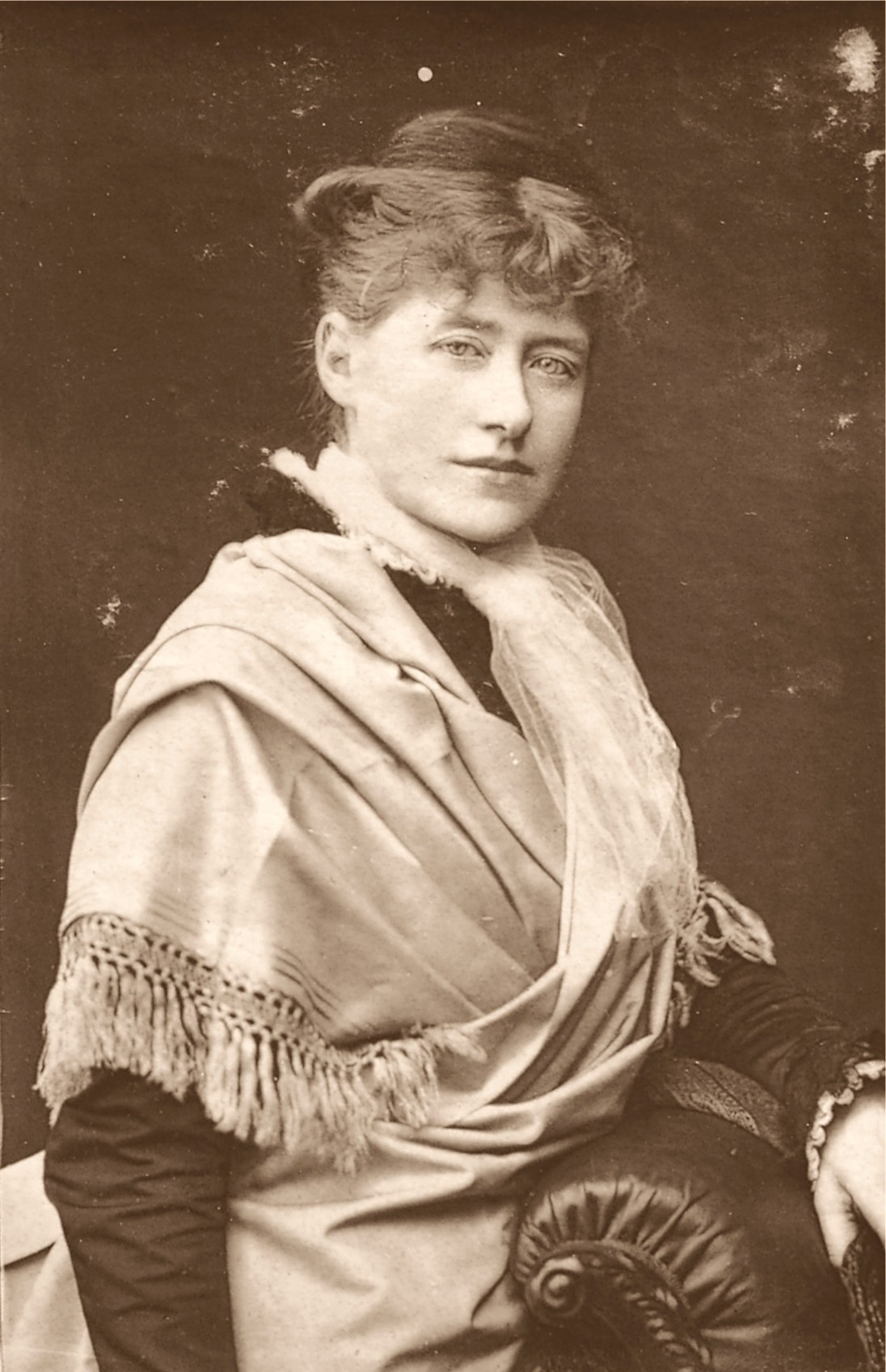
Ellen Alice Terry

Ellen Terry

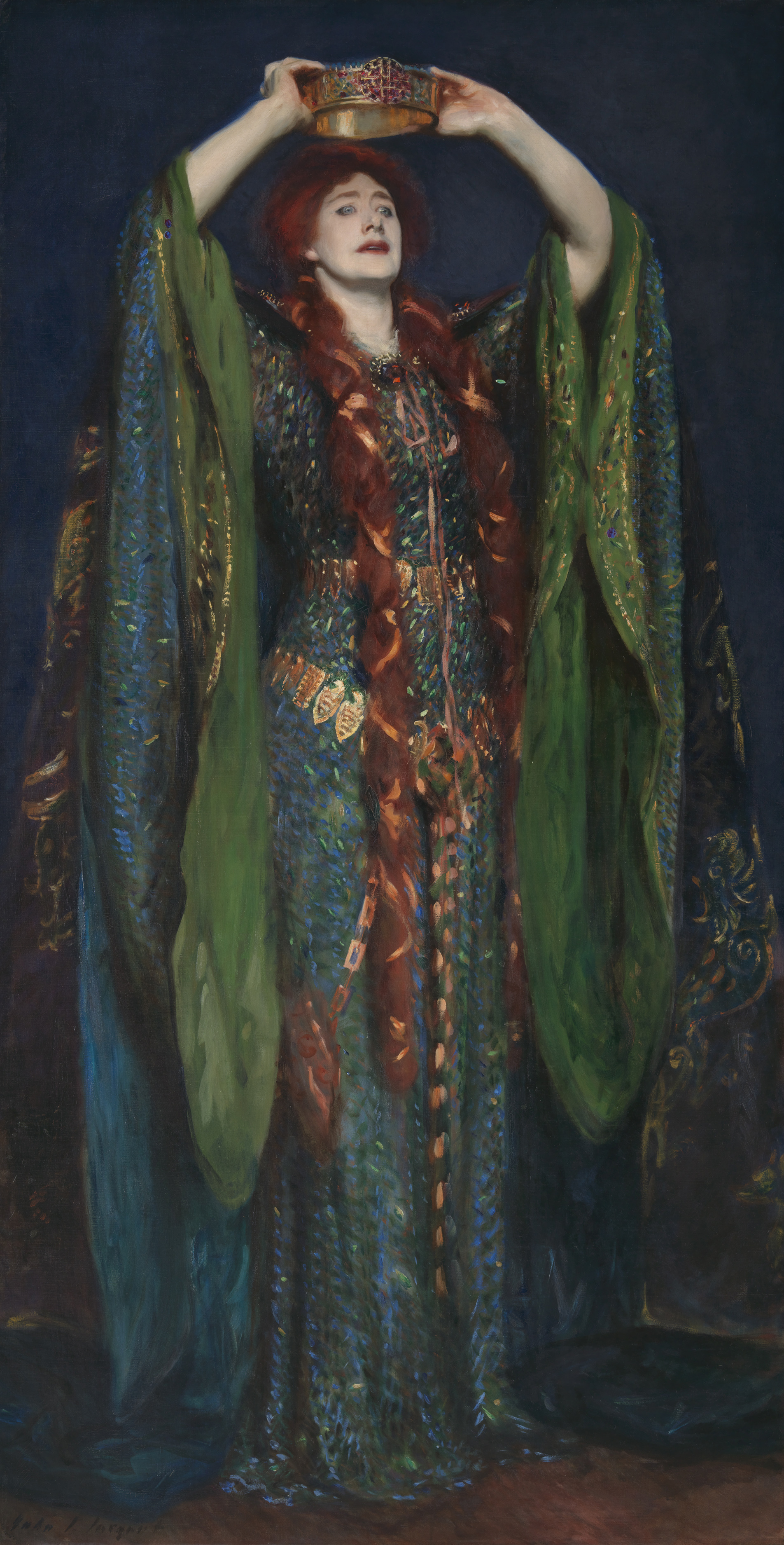
John Singer Sargent: Ellen Terry als Lady Macbeth, Öl auf Leinwand, 1889

Dame Ellen Alice Terry GBE (* 27. Februar 1847 in Coventry; † 21. Juli 1928 in Smallhythe bei Tenterden, Kent) war eine britische Bühnenschauspielerin und galt als beste Shakespeare-Interpretin ihrer Zeit.

## Leben
Ellen Alice Terry stammte aus einer renommierten Schauspielerfamilie. Auch ihre Schwestern Marion und Kate waren Schauspielerinnen. Bereits als Kind stand sie auf der Bühne. Am 20. Februar 1864 heiratete sie den Maler George Frederic Watts. Ihr erster Sohn, Edward Gordon Craig, den sie 1872 zur Welt brachte, stammte jedoch aus ihrer Beziehung zu Edward William Godwin, einem progressiven Architekten. Während dieser Zeit spielte sie kaum Theater. Diese Verbindung wurde 1874 beendet.
Danach wurde sie die bekannteste Darstellerin in Shakespeares Bühnenstücken in London. Zusammen mit ihrem Partner Henry Irving hatte sie auch in den USA Erfolge. 1876 heiratete sie Charles Kelly. 1903 verließ sie ihn wieder und gründete zusammen mit ihrem Sohn eine Theatermanagementgesellschaft. Sie lernte George Bernard Shaw kennen und schloss Freundschaft mit ihm. 1907 heiratete sie den amerikanischen Schauspieler James Carew. Von 1916 bis 1922 trat sie in einigen Filmen auf, darunter 1918 in zwei anti-deutschen Propagandafilmen von Herbert Brenon. Für ihr Lebenswerk wurde sie 1925 als Dame Grand Cross des Order of the British Empire geadelt.
Der Schauspieler John Gielgud ist ihr Großneffe.
Im Tafelservice berühmter Frauen von Vanessa Bell und Duncan Grant von 1934 ist ihr ein Teller gewidmet.

## The Beetle Wing Dress
Auf ihrem berühmten Portrait von John Singer Sargent ist Ellen Alice Terry als Lady Macbeth dargestellt. Sie trägt darauf das legendäre „Beetle Wing Dress“, das von Alice Laura Comyns-Carr designed und von Adaline Cort Nettleship gefertigt wurde. Das smaragdgrüne Kleid, das mit schillernden Käferflügeln bestickt ist, wurde extra für sie in der Rolle als Lady Macbeth entworfen. Das handgemachte Kleid sollte Angst einflössen. Durch das Hinzufügen von echten, grün schimmernden Flügeln des „jewel beetle“ (Prachtkäfer), die wie Schuppen wirken, wurde die Bühnenwirkung perfektioniert. Das gesamte Outfit, zu dem auch ein violetter Samtumhang gehört, stand im Kontrast zu Terrys langem, dunkelrotem Haar, das mit Goldfäden verflochten war. Das grüne Kleid wurde 2015 von Zenzie Tinker restauriert. Der Samtumhang wurde 2023 vom Textilkonservierungsstudio des National Trust konserviert. Dies geschah im Vorfeld der Ausstellung „Sargent & Fashion“, die im Oktober 2023 im Museum of Fine Arts, Boston und 2024 in der Tate Britain in London zu sehen ist. Mit dieser Ausstellung werden Kleid, Umhang und Gemälde zum ersten Mal seit 1889 wieder zusammengeführt.

## Filmografie
- 1917: Her Greatest Performance
- 1918: Victory and Peace
- 1918: The Invasion of Britain
- 1918: Denny from Ireland
- 1918: Pillars of Society
- 1922: Potter’s Clay
- 1922: The Bohemian Girl

## Biografien
- Ellen Terry and Bernard Shaw. A Correspondence. Edited by Christopher St. John. Constable, London, 1931.
- Roger Manvell: Ellen Terry. Putnam, New York NY 1968.
- Constance Fecher: Bright Star. A portrait of Ellen Terry. Farrar, Straus & Giroux, New York NY 1970, ISBN 0-374-30965-5.
- Tom Prideaux: Love or Nothing. The Life and Times of Ellen Terry. Limelight Editions, New York NY 1987, ISBN 0-87910-105-9.
- Nina Auerbach: Ellen Terry. Player in Her Time. University of Pennsylvania Press, Philadelphia PA 1997, ISBN 0-8122-1613-X.
- Moira Shearer: Ellen Terry. Sutton, Stroud 1998, ISBN 0-7509-1526-9.